# Pecluma barituensis
Pecluma barituensis là một loài dương xỉ trong họ Polypodiaceae. Loài này được O.G. Martínez & de la Sota mô tả khoa học đầu tiên năm 2007.